# Липецкий областной совет депутатов
Ли́пецкий областно́й Сове́т депута́тов (до 2005 года — Липецкое областное собрание депутатов) — постоянно действующий высший и единственный орган законодательной власти Липецкой области. Первые выборы депутатов областного совета состоялись 4 марта 1994 года.
Совет состоит из 42 депутатов, избираемых на основе всеобщего равного и прямого избирательного права при тайном голосовании сроком на 5 лет и считается правомочным, если в его состав избрано не менее 2/3 от установленного числа депутатов. 28 (2/3) депутатов избирается по одномандатным округам, 14 (1/3) — по партийным спискам. Председатель совета — Сериков Владимир Витальевич.

## История
6 января 1954 года образована Липецкая область. 29 января 1954 года Совет министров СССР принял постановление «О мероприятиях по организации Липецкой области», а президиум Верховного Совета РСФСР утвердил исполнительный комитет Липецкого областного Совета депутатов трудящихся в составе девяти человек. Председателем исполнительного комитета был избран Николай Семенович Пашкин. Депутатами Липецкого областного совета депутатов трудящихся автоматически стали 70 депутатов, избранных в состав областных советов от районов, вошедших в состав Липецкой области.
21 марта 1954 года состоялась первая сессия Липецкого областного совета депутатов трудящихся.
27 февраля 1955 года состоялись первые выборы в областной совет, на них было избрано 100 депутатов. С января 1963 года по декабрь 1964 года областной совет был разделён на два самостоятельных — промышленный и сельскохозяйственный.
В марте 1990 года состоялись первые альтернативные выборы в Липецкий областной совет народных депутатов.
19 августа 1991 года, во время августовского путча на заседании президиума областного совета создаётся областной ГКЧП.
23 августа 1991 года Постановлением Президиума Верховного Совета РСФСР «О деятельности Советов народных депутатов РСФСР во время государственного переворота» президиум областного совета отправлен в отставку. На чрезвычайной сессии Липецкого областного совета народных депутатов председателем совета избирается Олег Дмитриевич Дячкин.
5 мая 1992 года председателем Липецкого областного совета народных депутатов избран Олег Петрович Королёв.
22 сентября 1993 года малый совет липецкого облсовета принял решение о неконституционности указа № 1400 президента Российской Федерации «О поэтапной конституционной реформе в Российской Федерации» и подтвердил своё решение месяц спустя. Вплоть до 26 ноября 1993 года липецкий облсовет по инициативе Королёва руководствовался указаниями вице-президента А. В. Руцкого и постановлениями Верховного Совета РФ.
После победы в противостоянии с Верховным Советом РСФСР Б. Н. Ельцин распускает региональные советы на территории России. Депутаты Липецкого областного совета прекращают свою деятельность за полтора года до истечения своего срока полномочий.
4 марта 1994 года состоялись первые выборы депутатов областного собрания депутатов в соответствии с Конституцией РФ 1993 года. На первой сессии председателем областного собрания депутатов был избран Олег Петрович Королёв.
В июне 1998 года (после избрания Олега Петровича Королёва на пост губернатора Липецкой области) председателем собрания депутатов избран Анатолий Иванович Савенков.
В декабре 2005 года председателем областного совета депутатов избран Павел Иванович Путилин.
В 2005 году в соответствии с ФЗ «Об общих принципах организации законодательных (представительных) и исполнительных органов государственной власти субъектов Российской Федерации» половина депутатов облсовета стала избираться по партийным спискам. Число депутатов увеличено до 56, а срок их полномочий продлён до 5 лет.
8 октября 2006 года состоялись выборы в соответствии с новым областным избирательным законодательством.
4 декабря 2011 года состоялись выборы V состава областного совета депутатов.
13 декабря 2011 года председателем областного совета депутатов в третий раз избран Павел Иванович Путилин.
11 января 2021 года было сокращено количество мест по партийным спискам с 28 до 14.

## Руководители

### Председатели Липецкого облисполкома
- 1954—1961 — Николай Семёнович Пашкин
- 1961—1962 — Семён Сергеевич Никулин
- 1962 — Григорий Петрович Павлов
- 1962—1980 — Нил Дмитриевич Новиков (1963—1964 — сельский облисполком)
- 1963—1964 — Иван Егорович Фёдоров (промышленный облисполком)
- 1980—1989 — Виктор Васильевич Донских
- 1989—1991 — Владимир Фёдорович Топорков

### Председатели Областного совета депутатов (1993—2005 — Областного собрания депутатов)
- 1990—1991 — Виктор Васильевич Донских
- 1991—1992 — Олег Дмитриевич Дячкин
- 1992—1998 — Олег Петрович Королёв
- 1998—2005 — Анатолий Иванович Савенков
- 2005—2021 — Павел Иванович Путилин
- 2021—2023 — Дмитрий Львович Аверов
- с 2023 — Сериков Владимир Витальевич

### Сенатор Российской ФедерациивСовете ФедерацииРоссии
- Кавджарадзе Максим Геннадьевич — с 25 декабря 2001 года

## Структура и руководство
В структуру областного совета входят:
- Председатель областного совета — Сериков Владимир Витальевич.
- Заместители председателя областного совета — Владимир Иванович Богодухов, Андрей Борисович Фролов.
- Комитеты областного совета:
  - комитет по законодательству и правовым вопросам;
  - комитет по государственному устройству и местному самоуправлению;
  - комитет по экономике;
  - комитет по вопросам агропромышленного комплекса, земельных отношений и экологии;
  - комитет по социальным вопросам;
  - комитет по науке, образованию, культуре, спорту, делам семьи и молодежи;
  - комиссия по вопросам депутатской этики и соблюдению Регламента.
- Контрольно-счетная комиссия Липецкой области.
- Аппарат областного совета.

## Полномочия
Полномочия областного совета депутатов определены
- Принимает Устав Липецкой области и поправки к нему.
- Осуществляет законодательное регулирование по предметам ведения области и предметам совместного ведения Российской Федерации и субъектов Российской Федерации в пределах полномочий области.
- Заслушивает ежегодные сообщения главы администрации области о положении дел в области.
- Утверждает областной бюджет и отчет о его исполнении, представленный главой администрации области.
- В пределах полномочий, определённых федеральным законом, устанавливает порядок проведения выборов в органы местного самоуправления на территории области.
- Устанавливает порядок избрания (назначения) членов Совета Федерации Федерального собрания Российской Федерации — представителей областного совета и администрации области;
- Утверждает программу социально-экономического развития области, представленную главой администрации области.
- Устанавливает региональные налоги в соответствии с Налоговым кодексом Российской Федерации.
- Утверждает бюджеты территориальных государственных внебюджетных фондов области и отчеты об их исполнении.
- Устанавливает порядок управления и распоряжения собственностью области.
- Утверждает заключение и расторжение договоров от имени области, за исключением государственных контрактов, заключаемых в целях обеспечения государственных нужд.
- Устанавливает порядок назначения и проведения областного референдума.
- Устанавливает порядок проведения выборов в областной совет, порядок образования и деятельности Контрольно-счетной комиссии области, избирательной комиссии области.
- Определяет порядок назначения представителей общественности в квалификационную коллегию судей области и их правовой статус.
- Устанавливает порядок избрания представителей областного совета в квалификационную комиссию при адвокатской палате области.
- Устанавливает административно-территориальное устройство области и порядок его изменения.
- Устанавливает систему исполнительных органов государственной власти области.
- Определяет порядок использования природных ресурсов областного значения, охраны объектов истории, культуры и природы, общий порядок приватизации имущества области, порядок приобретения и передачи областной собственности.
- Оформляет решение о наделении гражданина Российской Федерации по представлению Президента Российской Федерации полномочиями главы администрации области либо об отклонении представленной кандидатуры.
- Согласовывает назначение на должность первого заместителя главы администрации области и начальника финансового органа.
- Осуществляет законодательную инициативу в Федеральном собрании Российской Федерации, оформляет отзыв на проекты федеральных законов по предметам совместного ведения, рассматриваемые Государственной Думой Российской Федерации.
- Учреждает областные награды и почётные звания, премии, стипендии и иные виды поощрений и моральных стимулов, присваивает имена государственных и общественных деятелей организациям и учреждениям, находящимся в областной собственности, и утверждает положения о них.
- Назначает дату выборов в областной совет.
- Решает вопрос о недоверии (доверии) главе администрации области, должностным лицам администрации области, в назначении которых на должность областной совет принимал участие в соответствии с Уставом Липецкой области.
- Назначает на должности мировых судей, половину членов избирательной комиссии области, назначает и освобождает от должности председателя Контрольно-счетной комиссии области, уполномоченного по правам человека в области, представителей общественности в квалификационную коллегию судей области, избирает члена Совета Федерации — представителя областного совета, представителей областного совета в квалификационную комиссию при адвокатской палате области.

## Состав

### IV созыв
- «Единая Россия» — 41
- «Справедливая Россия» — 8
- КПРФ — 4
- «Патриоты России» — 1
- Независимых депутатов — 2

Председатель областного совета IV созыва — Павел Иванович Путилин.
Заместители председателя областного совета IV созыва — Александр Николаевич Никонов, Владимир Фуатович Загитов.

### V созыв
- «Единая Россия» — 36
- КПРФ — 8
- «Справедливая Россия» — 7
- ЛДПР — 5

### VI созыв
- «Единая Россия» — 46
- КПРФ — 4
- ЛДПР — 4
- «Справедливая Россия» — 2

### VII созыв
- «Единая Россия» — 23
- КПРФ — 11
- ЛДПР — 1
- «Справедливая Россия» — 1
- «Новые люди» — 1
- Российская партия пенсионеров за социальную справедливость — 1
- Независимые депутаты — 4